# Джаухар (княжество)

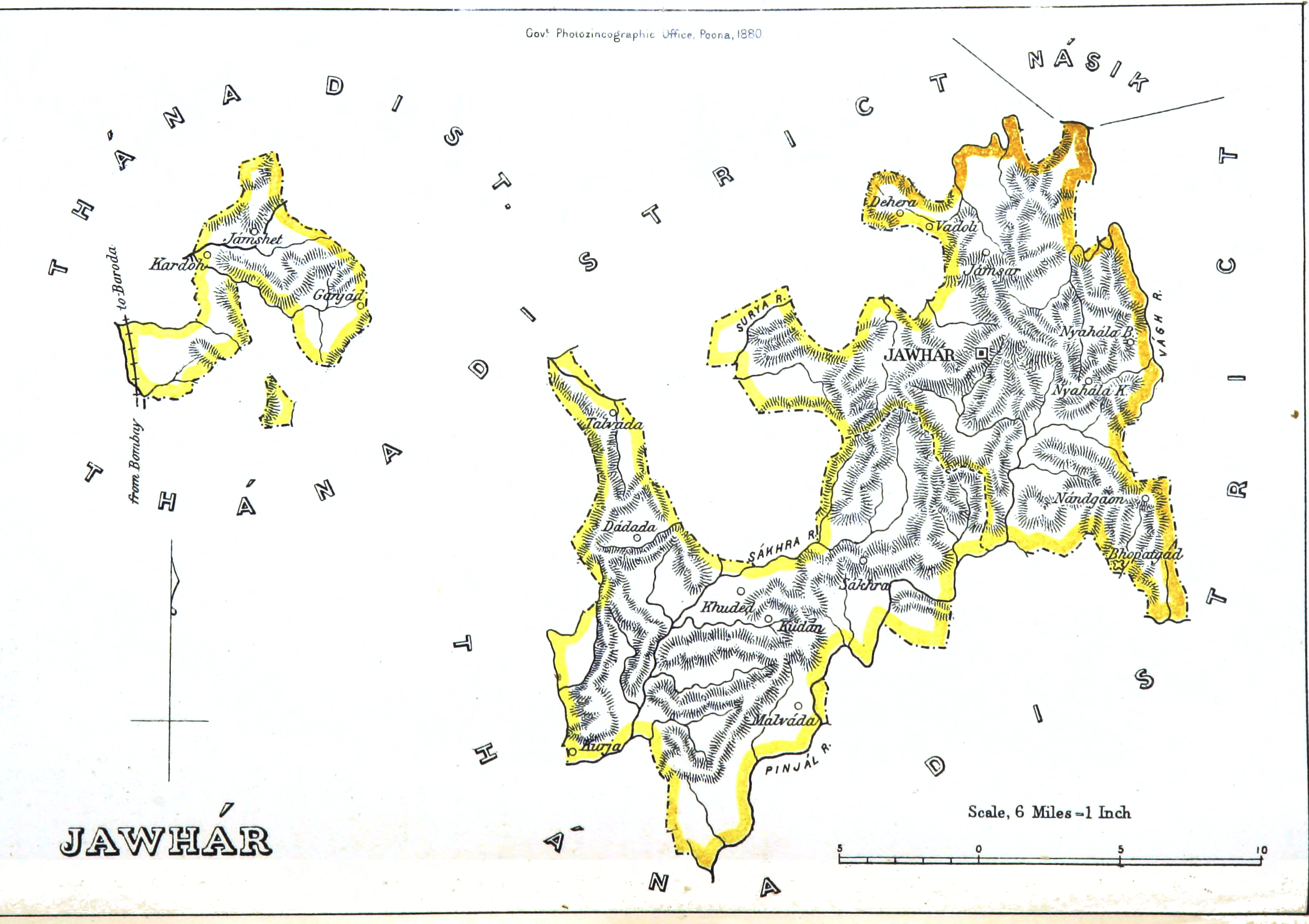
Карта княжества Джаухар 1855 года

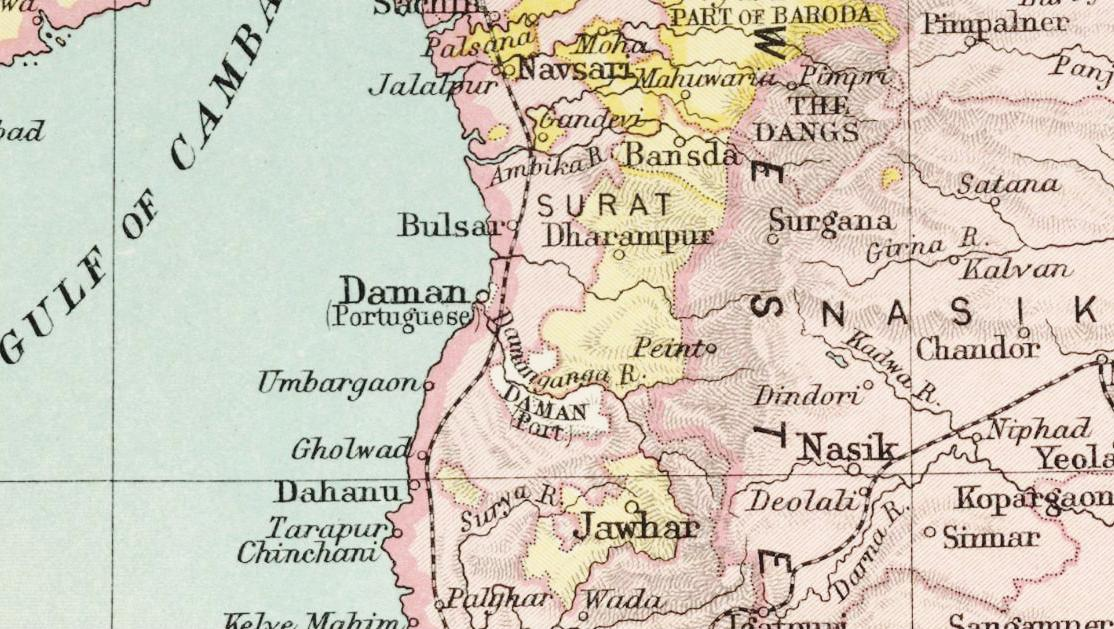
Княжество Джаухар в Imperial Gazetteer of India

Княжество Джаухар (хинди जव्हार रियासत) — туземное княжество Индии в период британского владычества. Будучи княжеским государством, оно стало частью Бомбейского президентства во время британского владычества. Это было единственное государство, принадлежащее Агентству Тана. Последним правителем Махадео Коли в Джаухаре во время обретения Индией независимости был Махараджа Патанг Шах V (1917—1978), также известный как лейтенант авиации Яшвантрао Мартандрао Мукне.

## История

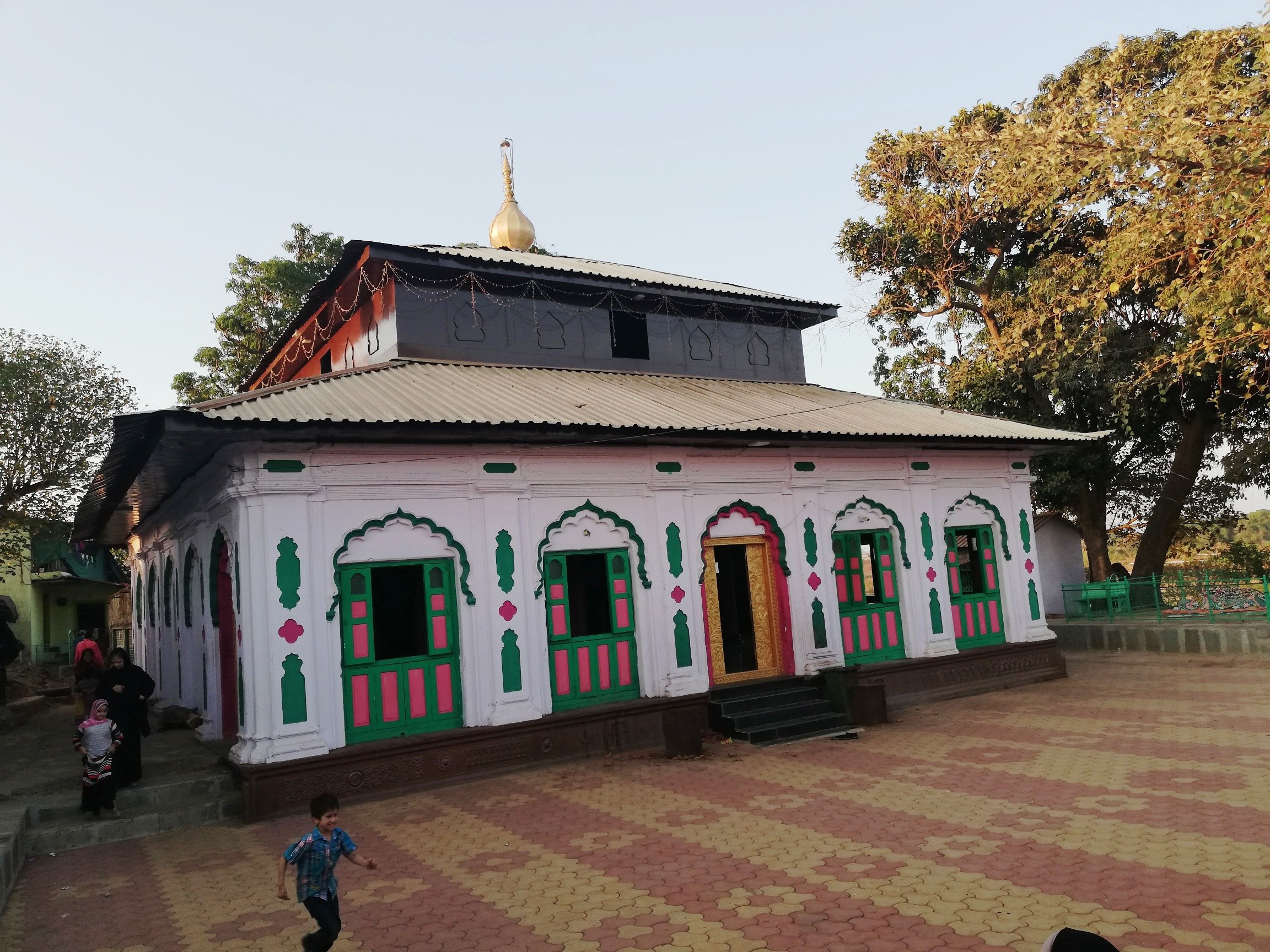
Святилище (Дарга) хазрата Садруддина Чишти в Пимпри, которое посетил Джейдеорао Мукне и получил благословение от Святого основать государство и править им более 600 лет.

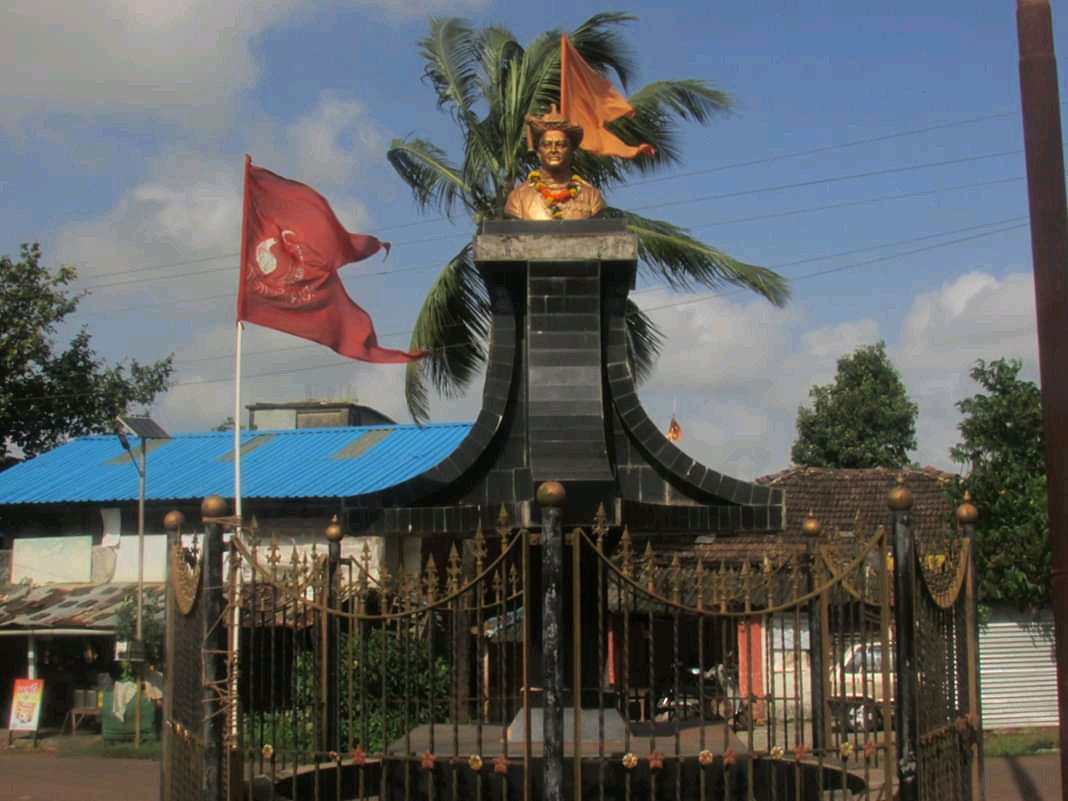
Статуя махараджи Яшвантрао Мартандрао Мукне (1917—1978), последнего правящего правителя княжества Джаухар (1927—1947)

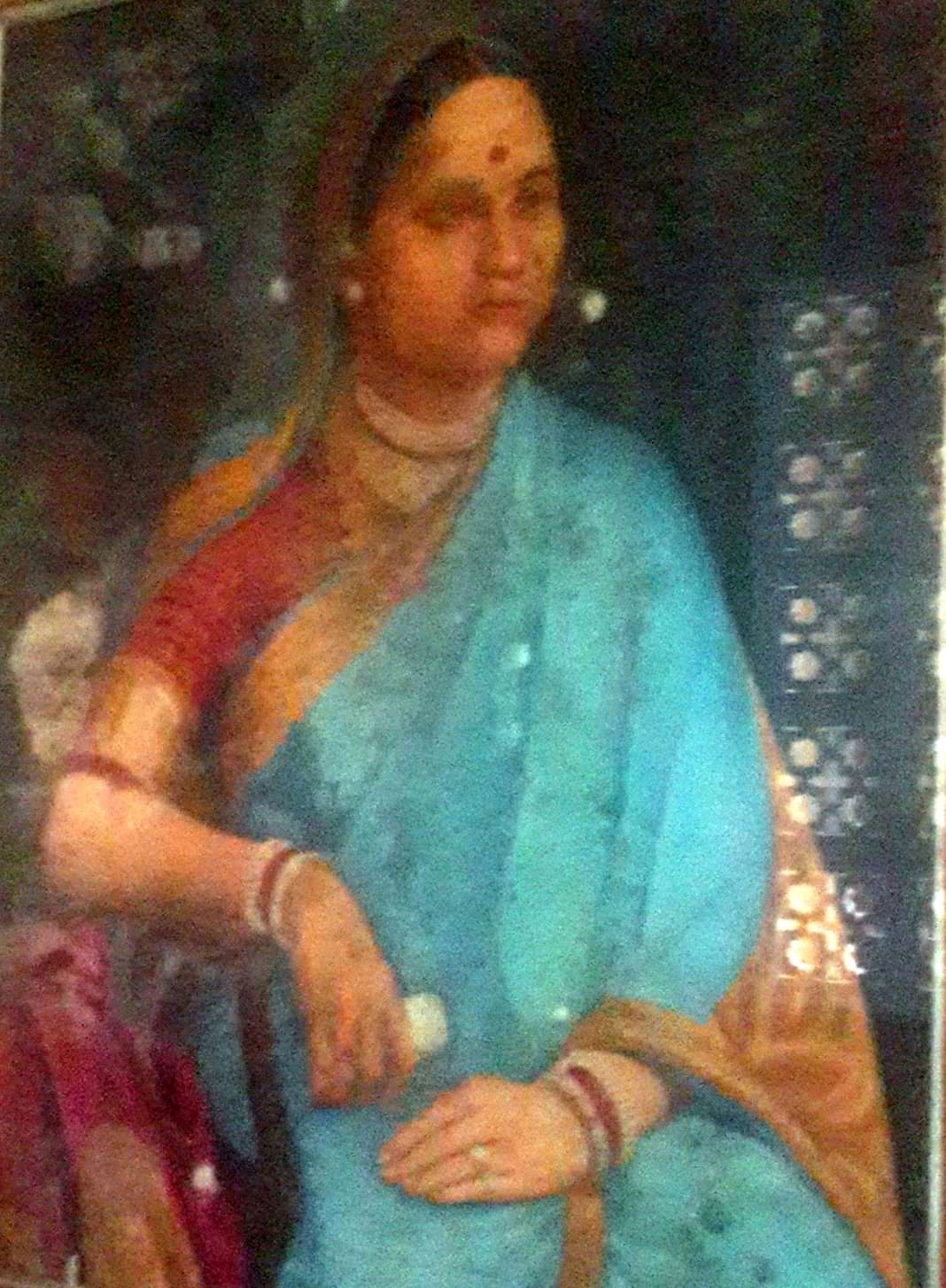
Махарани Приямванде, последняя княгиня Джаухара

До первого вторжения мусульман в Декан (1294) большая часть Северного Конкана находилась в руках вождей племен Коли и Варли. Джаухар принадлежал вождю Варли, и от него он перешел к Коли по имени Паупера. Согласно рассказу Коли, у Пауперы, которого, по-видимому, звали Джаяба, был небольшой форт в Мукне, недалеко от перевала Тал. Однажды, посещая святилище хазрата Садруддина Чишти в Пимпри, он был благословлен пятью нищенствующими коли и приветствован как правитель Джаухара. После этого Паупера собрал отряд коли, двинулся на север и был признан жителями Пеинта и Дхарампура. Он отправился в Сурат и дошёл до Катхиавара, где прожил семь лет. Вернувшись из Катхиавара, он отправился в Джаухар и попросил вождя варли дать ему столько земли, сколько может покрыть шкура вола. Вождь варли согласился, но когда шкура была разрезана на тонкие лоскуты или полосы, она закрыла все имущество вождя варли. Гамбхиргад, расположенный в двенадцати милях к северо-западу от Джаухара, и вся окрестная местность были отданы вождю варли, и Паупера стал единственным хозяином Джаухара.
6 июня 1306 года Джаябха Мукне вступил во владение фортом в Джаухаре. Его старший сын, Дульбаррао, расширил свои владения и завоевал большую территорию, контролируя 22 крепости, включающие большую часть районов Насик и Тхана, и получая ежегодный доход в размере 90 000 фунтов стерлингов. Он получил признание в качестве правителя от делийского султана Мухаммада ибн Туглака, получив новое имя Нимшах и наследственный титул Раджи 5 июня 1343 года. Это событие ознаменовалось созданием новой календарной эпохи, используемой в государстве уже более шестисот лет.
Внук Нимши, Деобаррао, сражался с бахманским султаном Ахмад-Шахом I Вали. Во время своего пленения в Бидаре он влюбился в дочь султана. Брак был заключен после того, как он принял ислам и принял имя Мухаммад шах. Он вернулся в Джаухар и продолжал беспрепятственно править своим государством до конца своей жизни. После его смерти могущественные индуистские сардары и дворяне отказались признать его сына своим преемником из-за его мусульманской веры. Вместо него они выбрали индуса, внука Холкаррао, младшего брата Нимши. После этого его индуистские потомки правили маленьким государством в относительном мире до прихода власти маратхов.
Раджа Викрамшах I встретил Шиваджи в Ширпаумале, во время похода последнего в Сурат, а затем присоединился к нему в разграблении этого города в 1664 году. Однако вскоре он поссорился с маратхами. С тех пор маратхи медленно и неуклонно укрепляли свою власть над правителями Мукне, аннексируя район за районом и вводя все возрастающие налоги, сборы и штрафы. Они взяли под свой контроль государство в 1742, 1758 и 1761 годах. Каждый раз отдавая контроль семье Мукне при условии, что территории будут уступлены и дань увеличится. В 1782 году раджа Джаухара получил разрешение сохранить за собой закрытую территорию в горах, приносившую не более 1500—2000 фунтов стерлингов в год.
С приходом британского владычества наступила степень стабильности, неизвестная более века. Однако развитие шло крайне медленно, учитывая низкий уровень поступлений доходов и бессистемную организацию администрации. Практически никаких улучшений не было сделано вплоть до правления Патангшаха IV. Будучи просвещенным и хорошо образованным правителем, он немедленно приступил к улучшению условий жизни, упорядочению управления, строительству дорог, школ и амбулаторий. После его смерти в 1905 году условия жизни значительно улучшились.
Относительно недолгое правление двух сыновей Патангшаха, Кришнашаха V и Викрамшаха V, также сопровождалось устойчивыми улучшениями. Последние особенно усердно занимались оздоровлением аграрного сектора, строительством колодцев, обеспечением прав детей и совершенствованием инфраструктуры государства. Он внес существенный вклад в военные усилия во время Великой войны и получил 9-пушечный салют в знак признания его заслуг. Его ранняя смерть в 1926 году положила начало десятилетнему регентству его сына, Яшвантрао Патангшаха V. Последний принял на себя всю полноту власти в 1938 году, получив, возможно, лучшее образование среди всех членов своей семьи. Он продолжил хорошую работу, достигнутую при регентстве, расширяя деятельность в области развития, поощряя химическую, бумажную, текстильную, красильную, полиграфическую, ликеро-водочную и крахмальную промышленность. Государство обеспечивало бесплатное начальное образование и медицинскую помощь, управляло средними и средними школами, Центральной библиотекой и музеем, больницей и родильным домом, а также организовывало передвижные амбулатории для сельских районов. В начале Второй мировой войны Раджа сразу же пошел добровольцем на службу и прослужил четыре года в рядах RIAF.
Яшвантрао Патангшах V принял титул Махараджи незадолго до того, как в 1947 году подписал документ о присоединении к Индийскому союзу. Затем в начале следующего года он объединил свое государство с Бомбейским президентством. Медаль Махараджи (Махараджа Падак), присуждаемая в одном классе, была учреждена Махараджей Яшвантрао Патангшахом V в 1947 году, чтобы отметить его принятие титула махараджи и наградить тех, кто служил государству во время его правления.
Затем Патангшах V начал политическую карьеру, был членом национального парламента и ассамблеи штата. Он умер в 1978 году, и ему наследовал его единственный сын, Дигвиджайсинхрао. Последний умер в 1992 году, оставив своего единственного сына Махендрасинхрао представлять свою линию.

## Правители княжества
- 1291—1343: Джаяба Мукне  (? — 1343)
- 1343 — 13**: Джаядеорао Мукне, старший сын предыдущего
- 13** — 13**: Дулбаррао Мукне, сын предыдущего
- 1400—1422: Немшах I (Дулбарао) Мукне
- 1422—1435: Бхимшах (Бхимрао) Мукне
- 1435—1490: Деобарао (Мохамедшах) Мукне
- 1490 — 15**: Кришнашах I Кришнарао Мукне
- 15** — 1600: Немшах II Кришнашах Мукне
- 1640—1678: Викрамшах I Немшах Мукне (? — 1678), сын предыдущего
- 1678 — 17**: Патангшах I Викрамшах Мукне, сын предыдущего
- 17** — 1742: Кришнашах II Патангшах Мукне (? — 1742), сын предыдущего
- 1742—1758: Викрамшах II Кришнашах Мукне (? — 1758)
- 1758—1765: Кришнашах III Викрамшах Мукне (? — 1765)
- 1768—1798: Патангшах II Кришнашах Мукне (? — 1798)
- 1798—1821: Викрамшах III Патангшах Мукне (? — 1821), старший выживший сын предыдущего
- 1821 — 11 июня 1865: Патангшах III Викрамшах Мукне (1821 — 11 июня 1865), единственный сын предыдущего
- 29 июня 1865 — 23 июля 1865: Викрамшах IV Патангшах Мукне (1839 — 23 июля 1865), двоюродный брат и приёмный сын предыдущего
- 23 июля 1865 — 27 января 1905: Патангшах IV Викрамшах Мукне (30 апреля 1854 — 27 января 1905), приёмный сын предыдущего
- 27 января 1905 — 16 ноября 1917: Кришнашах V Патангшаха Мукне (19 ноября 1879 — 16 ноября 1917), старший сын предыдущего
- 16 ноября 1917 — 10 декабря 1927: Викрамшах V Патангшаха Мукне (17 ноября 1885 — 10 декабря 1927), младший брат предыдущего
- 10 декабря 1927 — 15 августа 1947: Патангшах V Викрамшах Мукне (11 декабря 1917 — 4 июня 1978), второй сын предыдущего[9][10].

## Титулярные правители
- 15 августа 1947 — 4 июня 1978: Патангшах V Викрамшах Мукне (11 декабря 1917 — 4 июня 1978), второй сын Викрамшаха V Патангшаха Мукне
- 4 июня 1978 — 22 октября 1992: Дигвиджайсинхрао Йешвантрао Мукне (январь 1940 — 22 октября 1992), единственный сын предыдущего
- 22 октября 1992 — настоящее время: Махендрасинхрао Дигвиджайсинхрао Мукне (род. 9 июля 1964), единственный сын предыдущего.